# アドルフ・ティエール
ルイ・アドルフ・ティエール（フランス語: Louis Adolphe Thiers、 1797年4月16日 - 1877年9月3日）は、フランスの政治家・歴史家。首相を2回（在任：1836年2月22日 - 9月6日、1840年3月1日 - 10月29日）務め、フランスの2代大統領（第三共和政の初代大統領、在任：1871年2月17日 - 1873年5月24日）を務めた。姓がチエールと表記されることもある。

## 生涯
1797年4月16日にマルセイユ近郊ブック＝ベル＝エールで生まれた。父は錠前屋で母はシェニェ家(Chéniers)出身だった。マルセイユのリセに通った後、エクスの法学部を卒業、23歳で弁護士免許を取得した。しかし、ティエールは法学への興味が薄く、代わりに文学に興味を持ち、ヴォーヴナルグ侯爵に関する論説を書いてエクスで賞金を得た。1821年秋にパリに出てすぐ『ル・コンスティテュショネル』に寄稿するようになり、自由主義者として名が知れ渡るとともに『フランス革命史』（1823年 – 1827年、10巻）を著わして、一躍国民から名声を得た。
この時点では生涯を通して文人の道を歩むと思われたが、1829年8月にジュール・ド・ポリニャックが首相に就任したことで情勢が変わり、1830年初にはアルマン・カレル、フランソワ・ミニェらとともに『ル・ナショナル』紙を創刊して政府批判をはじめ、ジョージ・セインツベリーがブリタニカ百科事典第11版でティエールを実質的な革命の中心人物の1人(one of the souls of the actual revolution)と評するほどの活躍をした。
七月王政期では国王ルイ・フィリップ1世を支持する急進派の一員として活躍、エクスから代議院議員に選出されたのち財務省の官僚を務め、1832年の六月暴動の後は内務大臣に任命された。1836年には首相も務めており、同年に辞任した時点では外務大臣を兼任していた。一方でフランソワ・ピエール・ギヨーム・ギゾーや第3代ブロイ公爵ヴィクトル・ド・ブロイとは敵対した。また、1834年にはアカデミー・フランセーズ会員に選出された。
辞任後はイタリアを旅したのち1838年に野党活動を開始、1840年3月には首相兼外務大臣を再任したが、反イギリス・反オスマン帝国政策についてルイ・フィリップ1世の説得に失敗したことで同年10月29日に辞任、『執政政府と第一帝政の歴史』の執筆に専念して1845年に第1巻を出版した。この頃でも代議院議員に留任していたが、演説はほとんどしなかったという。
1848年に二月革命が勃発すると、オディロン・バロとともにルイ・フィリップ1世に呼び出されたが、事態の収拾に失敗して辞任を余儀なくされた。
第二共和政では保守共和派の一員になり、以降死去まで立場を変えなかったが、大統領選挙でルイ＝ナポレオン・ボナパルトに票を投じたことは後に批判の的となった。ティエールが第二共和政期に官職に就くことはなく、1851年12月2日のクーデターでは逮捕され、マザ牢獄に投獄されたのちフランスから追放された。翌年夏に帰国を許されたが、しばらくは『執政政府と第一帝政の歴史』の執筆に専念、再び政治に関わったのは1863年にパリから立法院議員に選出されたときだった。立法院では帝政反対派がごく少数だったが、ティエールは積極的に演説して帝政の外交政策を批判、またフランスの威信が低下していると主張して、普仏戦争における開戦世論の形成に一役買った。
国防政府でははじめ官職につかなかったが、プロイセン首相オットー・フォン・ビスマルクとの休戦協定交渉に関わった。休戦協定締結後に実施された1871年フランス議会選挙では、20以上の選挙区で当選、パリの代表として議員を務めた。直後に国民議会より行政長官（chef du pouvoir exécutif、実質的には大統領）に選出されると、ティエールは連立内閣の組閣を命じ、続いてドイツとの講和交渉に臨んだ。このとき、アルザス・ロレーヌの2州をドイツに割譲することとなったが、ティエールは議会に講和の必要性を説き、講和案は4倍以上の票差で可決された。
講和への不満によりパリ・コミューンが設立されたがティエールはこれを鎮圧、8月30日には正式な大統領に当選した。ブリタニカ百科事典第11版によると、ティエールの堅固な意志はフランスの復活に役に立ったが、同様の理由により野党の反発も激しかった。内政においては保護貿易の支持者だったが、自由貿易の思想は第二帝政期のフランスに浸透し、兵役の期間を長く設定しようとした一方ドイツへの復讐主義者は徴兵制度で短期間の兵役の義務化を求めた。1872年1月には一度辞任を申し出て拒否されたが、この時点でほぼ全ての党派に嫌われ、主な支持者であるジュール・シモンやジュール・バルテルミー＝サンティレールはジョージ・セインツベリーから「過去の人物」と評された。
1873年にもティエールへの攻撃が続き、4月13日には大統領の行政権や議会に対する権限を削る議案が可決され、5月19日に内閣が更迭されアルベール・ド・ブロイ内閣が成立したものの事態が好転しなかった。やがてティエールが議会のとある議案を不信任投票として呼称すると、その議案が16票差で可決されたため、ティエールは5月24日に大統領を辞任した。
大統領の辞任以降も議員を続投、1876年フランス議会選挙以降は代議院議員を務めた。この選挙ではベルフォールから元老院議員にも選出されたが、ティエールは引き続きパリの代表として代議院議員を務め、元老院議員は務めなかった。1877年5月16日危機ではド・ブロイ内閣に不信任をつきつけた議員363名に含まれたが、ド・ブロイ内閣の総辞職を見ることなく同年9月3日にサン＝ジェルマン＝アン＝レーで病死した。

## 人物
ジョージ・セインツベリーはブリタニカ百科事典第11版への寄稿で同時代の政治家において、演説ではビーコンズフィールド伯爵を除き右に出る者はいないと述べた。

## 家族
妻エリーズ（Élise Thiers、旧姓ドヌ(Dosne)）との間に1女をもうけたが、その娘はティエールに先だって死去した。